# Mitostemma brevifilis
Mitostemma brevifilis je biljka iz porodice Passifloraceae, roda Mitostemma. Nema sinonima za ovu vrstu.
Raste u Brazilu (gornje područje rasta Rio Grande do Sul i Mato Grosso, Mato Grosso do Sul, donje područje Rio Pardo).
Nije svrstana u IUCN-ov popis ugroženih vrsta.

## Vanjske poveznice
- Mitostemma na Germplasm Resources Information Network (GRIN)  Arhivirana inačica izvorne stranice od 5. svibnja 2009. (Wayback Machine), SAD-ov odjel za poljodjelstvo, služba za poljodjelska istraživanja.